# بوران ألب (شخصية خيالية)
بوران ألب (بالتركية: Boran Alp) أو السيد بوران (بالتركية: Boran Bey) هو الشخصية الرئيسية في مسلسل المؤسس عثمان. إنه اليد اليمنى للسيد عثمان وأحد المحاربين الرائدة في السلسلة. وهو أرمل غونجا خاتون وهو صديق مقرب لعثمان وكونور والمرحوم جوكتوغ وجيركوتاي. و مانع هو الي ساعده

### شخصية
محارب السيد عثمان اللطيف والرحيم هو أيضًا الأكثر استخفافًا من بين الجميع. من المؤكد أنه يعرف كيف يلوح بالسيف ويقطع رأس. وأيضا الأفضل في الرماية. إنه أيضًا كريم للغاية ويساعد عثمان في أي وقت يحتاج إليه ولا ينسى أبدًا غونجا خاتون الجميلة للغاية.

### الموسم 1
لم يحظى باهتمام كبير بسبب قصص محاربين الأخرى والمشاكل الأخرى التي كان على عثمان مواجهتها. لقد ساعد عثمان في العثور على بالا خاتون الذي اختطفها يانيس المعروف أيضًا باسم الأب الشيطاني للأميرة صوفيا. وفي وقت لاحق في الحلقة الرابعة والعشرون من الناحية الفنية الحلقة التي تزوج فيها بالا وعثمان، من المعروف أن غونجا خاتون وقعت في حب بوران وبالطبع كان يحبها أيضًا. كان لاحقًا جزءًا من القائد المستعاد كونغار الذي كان شريك القائد الراحل بالغاي (قام بتعذيبه عندما اكتشف كونجار [جوكتوغ] هويته الحقيقية وأصبح جاسوسًا لعثمان). ونعم نجحوا في ذلك. في الموسم الأول، لا يبدو له أن لديه الكثير من القصة وهو أمر مفهوم نظرًا لوجود الكثير مما يحدث بالفعل في القبيلة.

### الموسم 2
في هذا الموسم يتطور حبه لغونجا. وعلاقته بأخيه جوكتوغ ألب (القائد السابق كونغار والقائد جيركوتاي) الذي سيجد الإسلام قريبًا. في البداية ينضم إلى عثمان في المعركة مع البيزنطيين الذين أغاروا على قبيلتهم ويحقق النصر. لاحقًا، بينما يأتي نيكولا للتخطيط لغزو قلعة كولوجاحصار مرة أخرى، من خلال أفعاله المزيفة لتحقيق السلام مع عائلة كايي، يشرع في وضع خطط لغزو قلعة كولوجاحصار، وهي الحلقة التي يكون فيها أرطغرل مريضًا للغاية ويكاد يكون في مرحلة الموت وغيخاتو. القادم لمداهمة القبيلة حرفيا. بينما غزا آيا نيكولا قلعة كولوجاحصار دون أن يفكر أحد في ذلك. يشعر عثمان بالإحباط الشديد ويخطط لإنقاذ شعبه في القلعة العالقة للأسف في كولوتشيسار. يتظاهر بالذهاب وإبرام معاهدة حتى يتمكن من إنقاذ شعبه. لكن بدلاً من ذلك، قام بوران وجوكتوغ بإخراج السكاكين ومهاجمة فلاتيوس، أقوى رجل في نيكولا، وأخرجوا شعبهم حقًا من هناك دون التوقيع على أي معاهدة سلام. في وقت لاحق، يتسلل بوران وصديقه جوكتوغ إلى قلعة كولوتشيسار ويكونان جواسيس للسيد عثمان بينما يخطط عثمان بالفعل لغزو قلعة كولوجاحصار مرة أخرى وينجح في ذلك.
كان على وشك الزواج من حبيبته غونجا ولكن ظهرت مشكلة واضطر عثمان إلى المغادرة. ولذلك تم تأجيل الزفاف؛ سرعان ما تم إطلاق السهم على غونجا عندما كان حفل الزفاف يمر عبر الطرق البرية. ولحسن الحظ نجت وزاد حبها لبوران وتعززت علاقتهما. في وقت لاحق تزوجا.
عندما أصبح عثمان السيد أصبح اليد اليمنى لعثمان وحامل أسراره. لقد لعب دورًا مهمًا في القتال والمسؤولية. مهاراته التكتيكية مذهلة بشكل مثير للصدمة.

### الموسم 3
يظهر بوران أنه موهوب في الترفيه عن أصدقائه الآخرين. ومع ذلك، فقد أصيب بالحزن بعد وفاة غونجا. يقسم على الانتقام لها. لقد خاطر بحياته لمحاولة القتال ضد جوليا وروغاتوس عندما ينقذ عثمان الأطفال، لكن كومرال عبدال ينقذه. لاحقًا، بعد الاستيلاء على المنجم بالقرب من إنيغول، تم القبض عليه من قبل تكفور آيا نيكولا، وتم احتجازه كأسير يتعرض للتعذيب. أعطاه نيكولا للوزير علم شاه الذي سلمه لعثمان. بوران يخرج عن نطاق السيطرة ويفقد عقله. لقد أصبح أكثر جنونًا بعد أن علم باستشهاد جوكتوغ. بفضل كونور، يتعافى عقليًا لاحقًا وينتقم من غونجا بنجاح بقتل جوليا. وقد زاد حزنه بعد استشهاد سالتوك ألب على يد أريوس. خلال فترة القفزة الزمنية، تقدم بوران في السن منذ سنوات عديدة، لكنه لا يزال مخلصًا للسيد عثمان وينتصر على إينغول ويشهد استشهاد أشخاص مثل السيد غوندوز والأم سالجان.

### الموسم 4
مرت سنوات أخرى ويواجه بوران الفايكنج الرهيبين والبيزنطيين كانتاكوزينوس جنبًا إلى جنب مع السيد عثمان في ساحة القسطنطينية الكبرى حيث كان من المقرر اغتيال أندرونيكوس، وأوقف محاربين عثمان بأكمله الخطة التدميرية. إنه يقوم بالمزيد من أعمال الدولة لعثمان من خلال تواجده جنبًا إلى جنب معه ومع أبناء عثمان، ويواجه أيضًا الخطط الشريرة السلطانة السلجوقية إسميهان. الآن يقع في حب ابنة غازان خان، إسريغون خاتون في نهاية الموسم الرابع.
يغيت أوشان، ولد الممثل في إسطنبول بتركيا في 11 ديسمبر 1987. وهو معروف بدوره في كوت العمارة وهو عرض تاريخي تركي آخر. وهو أيضًا شقيق الممثل الذي لعب دور السيد علي يار في قيامة أرطغرل (جيم أوشان) ولديه ابنة.
1. ↑  "KURULUŞ OSMAN BORAN ALP ölüyor mu? Boran Bey'i oynayan Yiğit Uçan diziden ayrılıyor mu?". Milliyet (بالتركية). 2 Nov 2023. Archived from the original on 2023-11-05. Retrieved 2024-06-15.
2. ↑  Şenol, Nesli Leyla (16 Jan 2020). "Yiğit Uçan kimdir? Yiğit Uçan nereli ve kaç yaşında?". www.sozcu.com.tr (بالتركية). Archived from the original on 2023-12-03. Retrieved 2024-06-17.